# Seconda guerra del Congo
La seconda guerra del Congo, detta anche guerra mondiale africana o grande guerra africana, si è svolta tra il 1997 e il 2003 nella Repubblica Democratica del Congo (ex Zaire), ed è terminata con l'istituzione del Governo di transizione della Repubblica Democratica del Congo. È stata la più grande guerra della storia recente dell'Africa, e ha coinvolto otto paesi africani e circa 25 gruppi armati.
Nel 2008, la guerra e le sue conseguenze hanno causato circa 5,4 milioni di morti, in gran parte dovute a malattia e fame: per questo motivo la seconda guerra del Congo è stata il conflitto più cruento svoltosi dopo la seconda guerra mondiale. Molti milioni sono stati i profughi e quelli che hanno chiesto asilo nei paesi confinanti.

## Schieramenti
- Le forze alleate a Kinshasa comprendevano l'esercito nazionale (sotto il controllo del presidente Laurent-Désiré Kabila e più tardi del figlio Joseph Kabila), diversi gruppi xenofobi Mai-Mai, e paesi alleati come Zimbabwe, Angola, Ciad, Sudan e Namibia. Questi controllavano le zone orientali e meridionali dell'ex-Zaire. Loro obiettivo era la creazione di uno stato forte in grado di controllare il territorio interno e i confini, per poter così riguadagnare il controllo delle risorse naturali.
- Le forze alleate al RPF (Fronte Patriottico Ruandese) comprendevano gli eserciti nazionali di Ruanda e Burundi (i cui governi erano dominati da Tutsi), le milizie tutsi dei Banyamulenge congolesi e i ribelli del RCD (Raggruppamento Congolese per la Democrazia), Banyamulenge anch'essi, di stanza a Goma. Le forze alleate ai Tutsi erano molto attive nelle regioni di Kivu Nord e Kivu Sud, e controllavano territori che si estendevano ad occidente, verso Kinshasa. Loro obiettivi erano proteggere la sicurezza nazionale di Ruanda e Burundi, difendere i Tutsi nella RDC, frenare l'influenza dell'Uganda e sfruttare le risorse nazionali.
- Le forze alleate agli Hutu comprendevano gli Hutu ruandesi responsabili del genocidio ruandese del 1994, i ribelli Burundesi che cercavano di rovesciare il proprio governo, gli Hutu congolesi e le milizie Mai-Mai. Il maggiore gruppo Hutu era le "Forze Democratiche per la Liberazione del Ruanda" (FDPL), che operava nel Kivu. Loro obiettivi erano espellere le forze Tutsi straniere, la pulizia etnica dei Banyamulenge, rovesciare i governi di Ruanda e Burundi e ottenere il controllo delle risorse.
- Le forze alleate all'Uganda e all'esercito nazionale ugandese comprendevano vari gruppi ribelli sostenuti dall'Uganda, come il Movimento di Liberazione del Congo (MLC), che controllavano la maggior parte del nord-est e del centro-nord della RDC. Loro obiettivi erano proteggere i confini dell'Uganda dall'invasione di gruppi ribelli stanziati nello Zaire, come le Forze Alleate Democratiche e l'Esercito di Liberazione del Popolo (gruppi la cui esistenza non è sicura). L'Uganda aveva inoltre sostenuto il fallimento del governo di Joseph Kabila nell'intervenire contro questi gruppi.

## Antefatti
Una volta guadagnato il controllo della capitale nel mese di maggio 1997 a seguito della prima guerra del Congo, Kabila incontrò degli ostacoli notevoli a governare il paese, che aveva rinominato Repubblica Democratica del Congo (RDC). Oltre a tensioni politiche fra i vari gruppi per raggiungere il potere e al debito estero enorme, i suoi sostenitori stranieri si dimostrarono poco disposti ad andarsene come richiesto. La cospicua presenza ruandese nella capitale prese a sembrare troppo ingombrante agli occhi di molti congolesi, che cominciarono a vedere Kabila come una pedina delle potenze straniere.
Le tensioni raggiunsero livelli più alti il 14 luglio 1998, quando Kabila licenziò il suo capo del personale, il ruandese James Kabarebe, e lo sostituì con un nativo congolese, Celestin Kifwa, pensando di poter contare su una base politica congolese consolidata e di poter stabilire una certa distanza fra la sua amministrazione e i paesi stranieri che lo avevano posto al comando. Per mantenere buone relazioni col Ruanda, Kabarebe venne nominato suo successore.
Due settimane dopo Kabila abbandonò tale linea diplomatica. Ringraziò il Ruanda per il suo aiuto e ordinò a tutte le forze militari ugandesi e ruandesi di lasciare il paese. In 24 ore i consiglieri militari ruandesi presenti a Kinshasa furono scacciati senza troppe cerimonie. La cosa allarmò soprattutto i Banyamulenge del Congo orientale, le cui tensioni con i gruppi etnici vicini erano state una delle cause della prima guerra del Congo, e che erano all'epoca uno degli strumenti con cui il Ruanda influenzava gli eventi in Congo. Temendo di tornare ad essere perseguitati, i Banyamulenge sarebbero diventati nuovamente la scintilla di un'altra esplosione di violenza.

## Svolgimento

### 1998-1999

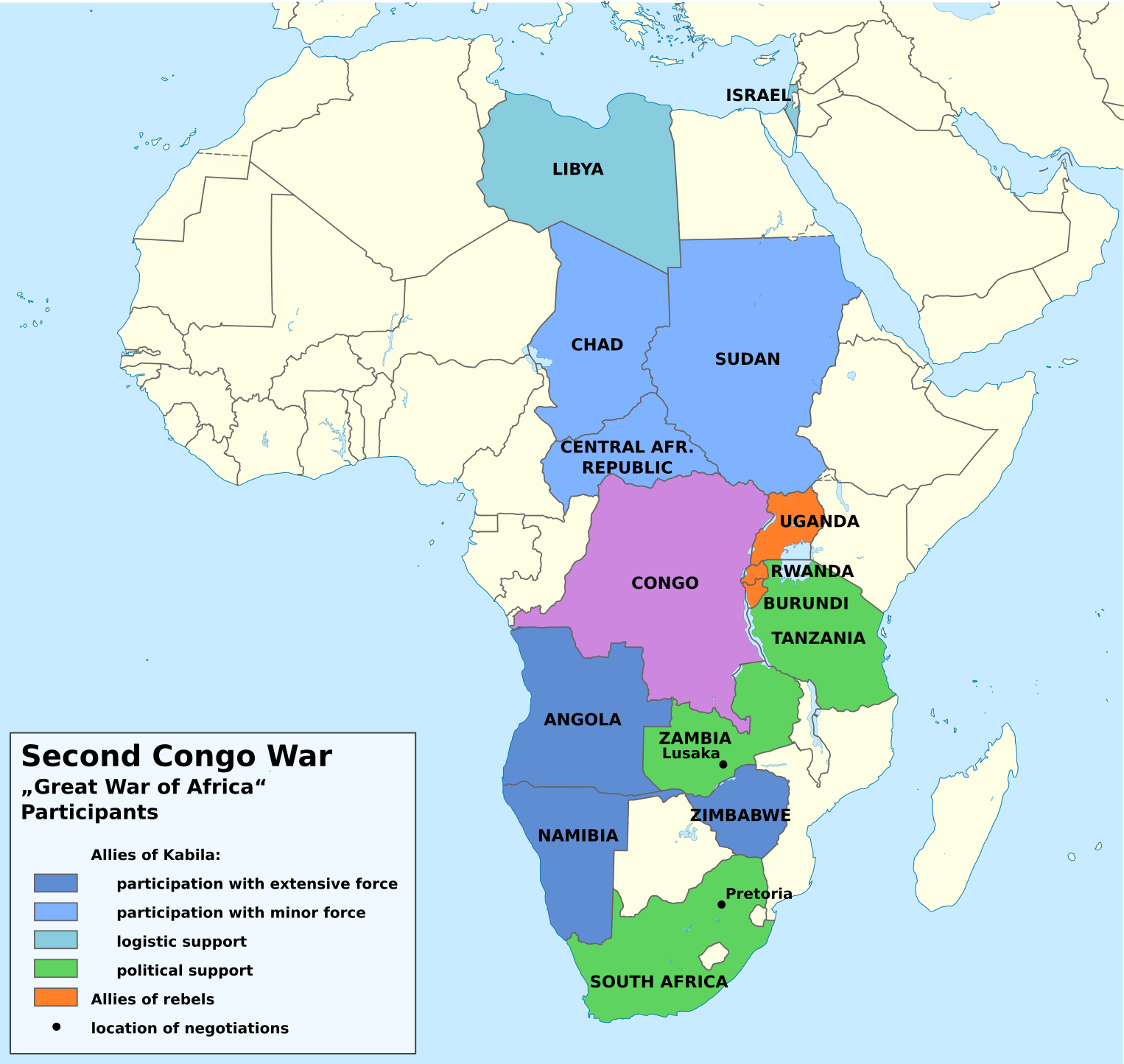
Paesi africani coinvolti nella guerra

Il 2 agosto 1998 i Banyamulenge nella città di Goma diedero inizio alla rivolta; il Ruanda immediatamente offrì loro assistenza, e in agosto emerse un gruppo ribelle bene armato, il Raggruppamento Congolese per la Democrazia (RCD), composto soprattutto da Banyamulenge e sostenuto da Ruanda e Uganda. Questo gruppo cominciò rapidamente a dominare le province orientali, ricche di risorse, basando le proprie operazioni nella città di Goma. Il RCD prese rapidamente il controllo delle città di Bukavu e di Uvira, nella regione del Kivu.

Il governo ruandese, guidato dai Tutsi, si alleò con l'Uganda; il Burundi inoltre si vendicò, occupando una parte del Congo nordorientale. Per contribuire a rimuovere gli occupanti ruandesi, il presidente Kabila arruolò i militanti Hutu del Congo orientale, e cominciò ad agitare l'opinione pubblica contro i Tutsi, attività che sfociò in parecchi linciaggi pubblici lungo le vie di Kinshasa. Il 12 agosto un maggiore dell'esercito fedele a Kabila fece trasmettere da una stazione radiofonica di Bunia, nel Congo orientale, un messaggio radio che sollecitava alla resistenza: 
spinato, pietre e roba simile, per poter, cari ascoltatori, uccidere i tutsi ruandesi.»
Il governo ruandese effettuò delle pretese territoriali rispetto ad una parte notevole del Congo orientale, definito come "Ruanda storico". I ruandesi dichiararono che Kabila stava organizzando un genocidio contro i loro fratelli Tutsi nella regione del Kivu. Resta tuttora in questione quanto l'intervento ruandese sia stato effettivamente motivato dal desiderio di proteggere i Banyamulenge, o se piuttosto non sia stato usato come copertura per le proprie aspirazioni territoriali. Con una mossa ardita, i ribelli del RCD dirottarono un aereo e lo fecero atterrare alla base governativa di Kitona, sul litorale atlantico, in cui altri soldati governativi ammutinati si unirono a loro.
Diverse città ad est e intorno a Kitona caddero in rapida successione, mentre le forze unite di RCD, Ruanda, Burundi e Uganda sopraffecero le forze governative in mezzo ad un enorme susseguirsi di sforzi diplomatici vani, portati avanti da vari paesi africani. Il 13 agosto, meno di due settimane dopo l'inizio della sommossa, i ribelli conquistarono la centrale idroelettrica di Inga che forniva l'elettricità a Kinshasa, così come il porto di Matadi, attraverso cui passava la maggior parte dei rifornimenti alimentari per la capitale. Il centro diamantifero di Kisangani cadde nelle mani dei ribelli il 23 agosto, e le forze che avanzano da est cominciarono a minacciare Kinshasa entro la fine del mese.
L'Uganda, pur mantenendo anche il sostegno all'RCD insieme al Ruanda, creò un gruppo ribelle che sosteneva direttamente: il Movimento di Liberazione del Congo (MLC). La caduta della capitale sembrava certa, nonostante gli sforzi sostenuti delle milizie Hutu nell'est del paese, e da Kabila, che era alla disperata ricerca di aiuto e sostegno da diversi paesi africani. L'offensiva dei ribelli subì un brusco arresto quando i primi paesi africani cominciarono a rispondere alla richieste di aiuto di Kabila: i governi di Namibia, Zimbabwe e Angola decisero di intervenire a favore delle forze governative di Kabila, dopo un vertice ad Harare (Zimbabwe) il 19 agosto. Nelle settimane seguenti, anche il Ciad, la Libia e il Sudan si unirono alla coalizione.
Nel settembre del 1998, diversi contingenti dello Zimbabwe volarono a Kinshasa e tennero a bada le forze ribelli che avevano raggiunto la periferia della capitale, mentre numerose unità angolane, penetrando dalla frontiera meridionale del paese, attaccarono i ribelli, costringendoli a ritirarsi: il conflitto rischiava così di degenerare in uno scontro diretto con gli eserciti nazionali dell'Uganda e del Ruanda, che sostenevano fortemente il movimento ribelle. Il 18 gennaio 1999 il Ruanda, l'Uganda, l'Angola, la Namibia e lo Zimbabwe concordarono un cessate il fuoco in un vertice a Windhoek, in Namibia; ma l'RCD non vi era stato invitato, per cui i combattimenti continuarono.

### 1999-2000
Il 5 aprile 1999 le tensioni all'interno del RCD raggiunsero il picco quando il leader del RCD Ernest Wamba dia Wamba spostò il suo quartier generale da Goma (controllata dal Ruanda) a Kisangani (controllata dagli ugandesi). Un ulteriore segno di rottura avvenne quando Yoweri Museveni e Kabila firmarono un nuovo accordo di cessate il fuoco il 18 aprile a Sirte, in Libia, in seguito alla mediazione del presidente libico Gheddafi, nonostante sia il RCD che Ruanda si fossero rifiutati di parteciparvi.
Il 16 maggio, Wamba venne estromesso dal ruolo di leader del RCD in favore di una figura pro-Ruanda: sette giorni più tardi, il 23 maggio le varie fazioni del RCD si scontrarono per il controllo di Kisangani. L'8 giugno le fazioni ribelli si incontrarono per cercare di creare un fronte comune contro Kabila, ma nonostante questi sforzi la decisione unilaterale delle forze ugandesi di creare una nuova provincia nel nord est del paese scatenò un feroce scontro etnico tra la tribù Lendu e gli Hema, che divise nuovamente le forze ribelli. Nell'agosto del 1999 si giunse ad un nuovo accordo tra le parti in lotta, ma ancora una volta l'RCD si rifiutò di firmare il cessate il fuoco. L'ONU inviò del personale per garantire il disarmo delle fazioni e delle milizie, ma nei mesi successivi la situazione precipitò nuovamente e violenti scontri si verificarono in tutto il Congo.
Nel mese di novembre, la televisione di stato affermò che l'esercito di Kabila era stato ricostruito ed era pronto a compiere la sua missione "per liberare" il paese. Le forze ruandesi lanciarono immediatamente una vasta offensiva e si avvicinarono pericolosamente a Kinshasa, prima di essere respinti. Il 24 febbraio 2000 l'ONU inviò una forza di 5 537 soldati, la "Missione delle Nazioni Unite nella Repubblica Democratica del Congo" (conosciuta con l'acronimo francese MONUC), per monitorare il cessate-il-fuoco. Numerosi scontri e offensive si verificarono in tutto il paese, e soprattutto avvennero pesanti combattimenti tra l'Uganda e il Ruanda a Kisangani, nel maggio e giugno 2000. Il 9 agosto 2000, l'offensiva delle forze governative nella provincia di Equateur venne definitivamente fermata dalle forze del MLC lungo il fiume Ubangui.

### 2001-2002

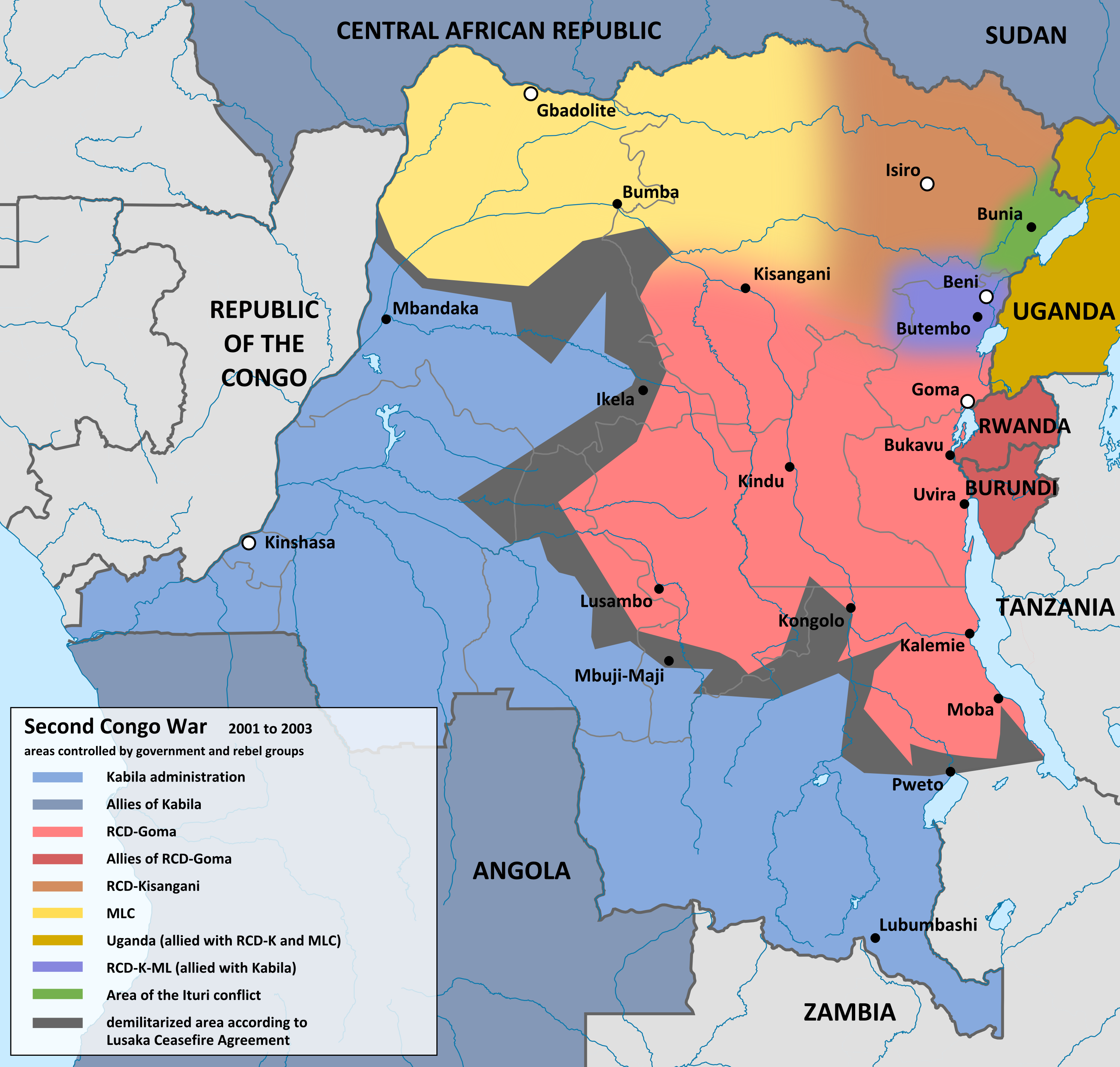
Situazione tra il 2001 e il 2003

Il 16 gennaio 2001 Laurent Kabila venne ferito gravemente, in un attentato, da un agente della sua scorta: il presidente del Congo morì dopo due giorni di agonia. I mandanti dell'attentato rimangono ignoti, sebbene le forze di sicurezza congolesi si siano accanite a lungo contro alcuni alleati di Kabila stanchi della sua doppiezza e delle sue false promesse di democrazia e trasparenza. Con voto unanime del parlamento congolese, suo figlio, Joseph Kabila, divenne il nuovo presidente del paese (grazie al forte sostegno di Robert Mugabe e dei deputati fedeli al padre). Nel mese di febbraio, il nuovo presidente incontrò il leader ruandese Paul Kagame negli Stati Uniti: nei giorni seguenti Ruanda, Uganda, e i ribelli approvarono il piano di ritiro delle truppe proposto dalle Nazioni Unite e nelle settimane successive le forze ribelli cominciarono a smobilitare dal fronte.
Nel 2002 la situazione per il Ruanda cominciò a peggiorare. Molti membri del RCD rinunciarono a lottare, e decisero di aderire al governo di Kabila; inoltre, i Banyamulenge, la spina dorsale delle milizie ruandesi, divennero sempre più insofferenti contro questo conflitto senza fine. Un certo numero di loro si ribellò con scontri violenti con le forze del Ruanda. Allo stesso tempo, il Congo occidentale stava diventando sempre più sicuro sotto il giovane Kabila: gli aiuti internazionali tornarono ad essere erogati e l'inflazione rientrò sotto controllo.
Il 30 luglio 2002 il Ruanda e la Repubblica Democratica del Congo firmarono un trattato di pace noto come il Trattato di Pretoria (dal nome della capitale del Sudafrica, che ospitò il vertice) che prevedeva la risoluzione di due problemi fondamentali. Il Ruanda infatti si impegnava a ritirare i suoi 20 000 soldati dal Congo, ma, al contempo, il governo di Kabila avrebbe dovuto smantellare le milizie Hutu (noto come Interahamwe), che avevano preso parte al genocidio del Ruanda del 1994 e che continuavano a operare a partire dal Congo orientale.
Il 6 settembre veniva firmata la "Pace di Luanda", che formalizzò la fine delle ostilità tra Congo e Uganda; il 5 ottobre il Ruanda annunciò il completamento del ritiro delle sue truppe. Il 17 dicembre 2002 le parti congolesi in lotta, vale a dire il governo nazionale, l'MLC, l'RCD, l'opposizione, i rappresentanti della società civile e i Mai Mai, firmarono un accordo che definì le tappe che avrebbero dovuto portare il paese alle elezioni legislative e presidenziali entro due anni dalla sua firma. Tale accordo ha segnato la fine formale della seconda guerra del Congo.

## Conseguenze
- La guerra del Congo non ha avuto grandi battaglie o linee del fronte chiaramente definite. Infatti, i paesi in lotta, nonostante abbiano coinvolto nel conflitto un numero significativo di soldati addestrati sono stati estremamente riluttanti a mettere a rischio le loro forze in uno scontro aperto: gli equipaggiamenti e la formazione degli eserciti nazionali rappresenta un importante investimento per i paesi poveri della regione e le perdite sarebbero difficili da sostituire. La guerra del Congo si è quindi disputata tra piccole unità militari con il compito di difendere o conquistare zone strategicamente importanti come porti, aeroporti, centri minerari e le poche strade percorribili, piuttosto che tra grandi eserciti in lotta per ampie zone rigorosamente controllate e definite. Come conseguenza, la guerra è stata combattuta in gran parte da gruppi di miliziani organizzati liberamente. Queste forze non addestrate e molto indisciplinate hanno contribuito alla violenza del conflitto perpetrando saccheggi, stupri e pulizia etnica e hanno anche reso molto più difficile il rispetto dei patti e degli accordi internazionali: del resto le milizie continuavano ad operare nonostante il cessate il fuoco tra i loro protettori e finanziatori. Queste milizie incontrollate e i loro alleati hanno ucciso molte decine di migliaia di congolesi, ma il caos che hanno portato nel paese è molto più mortifero: anche se la guerra è ufficialmente finita anni fa, le persone in Congo continuano a morire ad un ritmo elevatissimo a causa delle carestie e delle malattie: le organizzazioni umanitarie stimano che 2 700 000 persone sono morte nel solo 2004.
- Gran parte del conflitto si è concentrata sulla conquista e il controllo delle abbondanti risorse naturali del Congo. I paesi africani dei Grandi Laghi hanno in gran parte pagato le proprie spese militari grazie all'estrazione di minerali, diamanti e legname dal Congo orientale. Questo sfruttamento è stato diretto in prima persona dagli ufficiali degli eserciti ruandesi e ugandesi, che sono diventati favolosamente ricchi.
- Il 19 dicembre 2005 la Corte Internazionale di Giustizia dell'ONU ha stabilito che la sovranità della Repubblica Democratica del Congo era stata violata dall'Uganda, che aveva saccheggiato miliardi di dollari di risorse: il governo del Congo ha così chiesto 10 miliardi di dollari di indennizzo al governo ugandese.